# Cathee Dahmen
Cathee Dahmen (Minnesota, 16 settembre 1945 – 25 novembre 1997) è stata una modella statunitense particolarmente celebre negli anni sessanta e settanta.

## Biografia
Di origini metà tedesche e metà native americane Chippewa, Cathee Dahmen fu scoperta durante l'adolescenza dall'illustratore del New York Times Antonio Lopez, che la introdusse al mondo della moda a New York. Cathee Dahmen lavorò per la Ford Models di New York nel suo periodo di maggior successo, a cavallo fra gli anni sessanta e settanta.
Dopo aver sposato l'attore britannico Leonard Whiting, si trasferì a Londra dove continuò a lavorare come modella per la Models 1 Agency. Nel 1977 divorziò da Whiting e sposò il cantante Alan Merrill, tornando a vivere a New York. La Dahmen abbandonò la carriera nel 1980 e morì di enfisema nel 1997.